# 印度轮叶戟
印度轮叶戟（学名：Lasiococca comberi）为大戟科轮叶戟属下的一个种。